# Wehra
Wehra  er en flod i  den tyske delstat Baden-Württemberg, og en af Rhinens bifloder med en længde på 18 km. Den har sit udspring i Berglewald øst for Todtmoos og munder ud i Rhinen ved Wehr.
47°34′55″N 7°54′13″Ø / 47.5819°N 7.9036°Ø